# قیچی‌کردن بال
این مقاله مربوط به پرندگان است. برای کوتاه‌کردن بال هواگردها، مقالهٔ بال را ببینید.

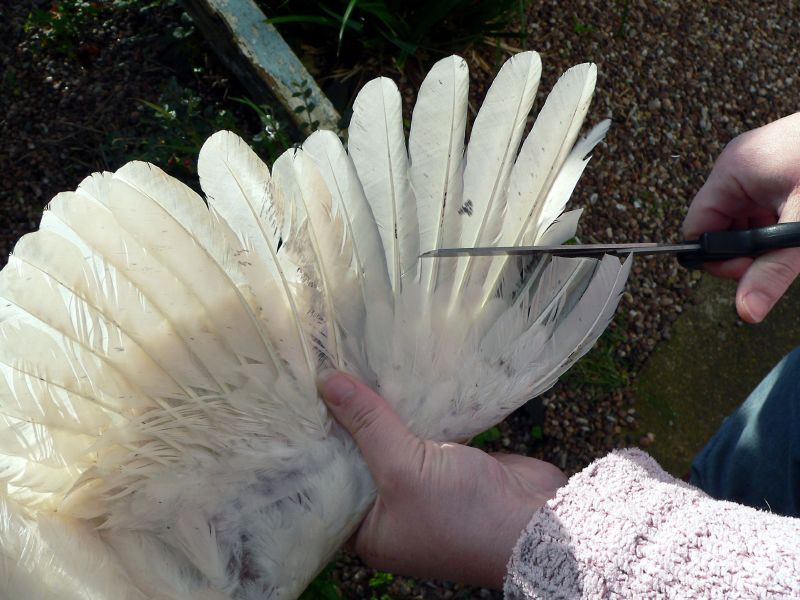
قیچی‌کردن پرهای بال مرغ اهلی با قیچی

قیچی‌کردن بال (به انگلیسی: Wing clipping)، فرایند کوتاه کردن پرهای اولیه بال پرنده آن است؛ طوری که تا زمانی که پرریزی کند، پرهای بریده شده را نریزد و پرهای جدید رشد کند، کاملاً قابلیت پرواز را نداشته باشد.
قیچی‌کردن بال معمولاً توسط دامپزشکان پرندگان، کارکنان فروشگاه حیوانات خانگی، پرورش‌دهندگان یا خود صاحبان پرندگان انجام می‌شود. به‌طور کلی، روی پرندگان خانگی، به ویژه طوطی‌ها انجام می‌شود. اگر به درستی انجام شود، یک روش بدون درد است و کاملاً متمایز از pinioning است که با قطع بال در مفصل مچی انجام می‌شود. با این حال، بدون آسیب نیست، زیرا می‌تواند منجر به آسیب غیرمستقیم در اثر زمین‌خوردن شود، و ایجاد ناراحتی روانی آن شناخته شده‌است.
در حالی‌که قیچی‌کردن توسط برخی از دامپزشکان پرندگان تأیید شده‌است، برخی دیگر با آن مخالف هستند.

## نگارخانه

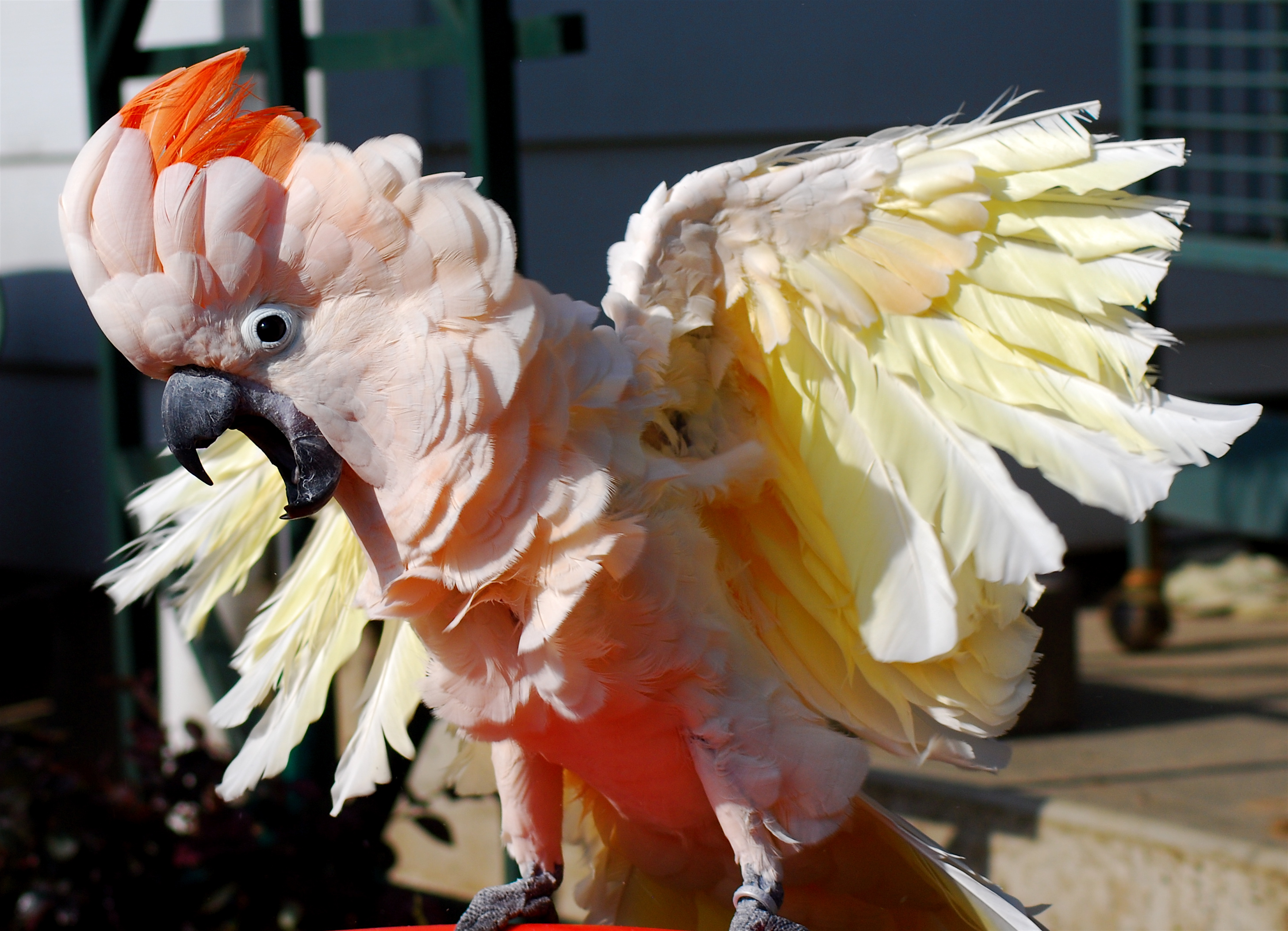
یک طوطی‌کاکلی گل‌بهی با شاهپرهای اولیه بالش که قیچی شده‌است.
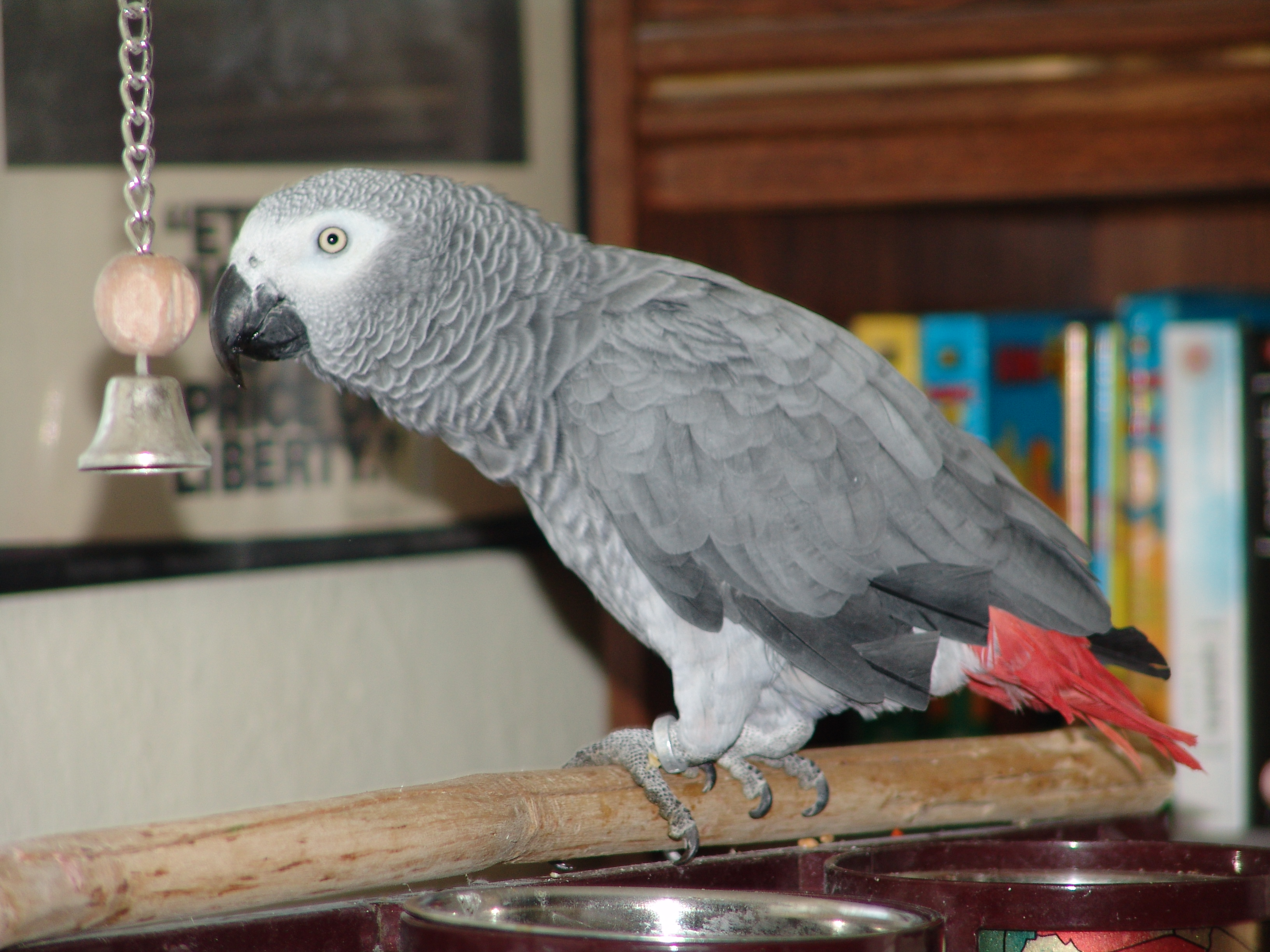
یک طوطی خاکستری با بال قیچی‌شده
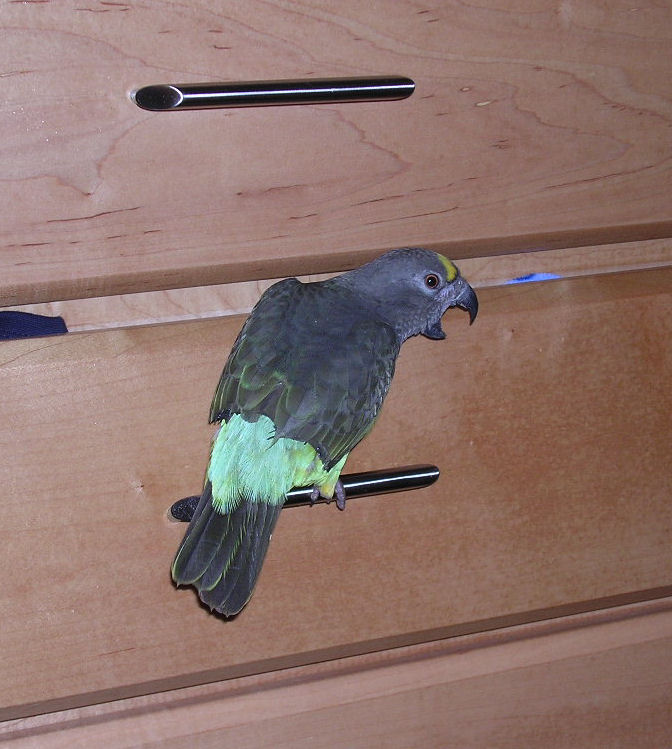
یک طوطی مایر با بال قیچی‌شده که روی دسته کشو نشسته‌است.